# Hjälmars rör
Hjälmars rör (schwedisch Hjelmarsrör Ganggrift; auch Hjelmrör, Vetterlingsgården oder Falköping 3:1 genannt) ist ein Ganggrab mit einer 18-fachen Sektionseinteilung an der Straße Wetterlinsgatan auf einem Hügel im Industriegebiet in Falköping im Falbygden in Västergötland in Schweden. Nach Karl Esaias Sahlström (1884–1964) gehört es zu den ältesten im Lande. Das Ganggrab ist eine Bauform jungsteinzeitlicher Megalithanlagen, die aus einer Kammer und einem baulich abgesetzten, lateralen Gang besteht. Diese Form ist primär in Dänemark, Deutschland und Skandinavien sowie vereinzelt in Frankreich und den Niederlanden zu finden.
Seine zweiseitig gebauchte und zweiseitig rechteckige Kammer aus acht Tragsteinen und vier Decksteinen liegt halb im Erdhügel verborgen und wird im Südosten mittig durch einen Gang erschlossen, von dem drei Decksteine sichtbar sind. Die Kammer ist 5,6 m lang, mittig 2,5 m breit und liegt in einem Hügel, der etwa 22,0 m Durchmesser und einen Meter Resthöhe hat. Die Megalithanlage entstand zwischen 3500 und 2800 v. Chr. als Ganggrab der Trichterbecherkultur (TBK).
Die Anlage wurde zweimal ausgegraben; rund 200 Bernsteinperlen, Menschenknochen aus der Kammer sowie einige außerhalb gefundene Scherben sind erhalten. In der Kammer wurden 18 Quartiere festgestellt, die lediglich seitlich durch Trennplatten (und nicht komplett) abgeteilt waren.